# Ware Shoals
Ware Shoals es un pueblo ubicado en los condados de Greenwood, Abbeville y Laurensen, Carolina del Sur, Estados Unidos. Según el censo de 2020, tiene una población de 1701 habitantes.

## Geografía
La localidad está ubicada en las coordenadas 34°23′16″N 82°14′36″O / 34.38778, -82.24333 (34.387806, -82.24327). Según la Oficina del Censo, el pueblo tiene un área total de 8.73 km², de la cual 8.49 km² son tierra y 0.24 km² son agua.

### Localidades adyacentes
El siguiente diagrama muestra a las localidades en un radio de 16 kilómetros (9,9 mi) de Ware Shoals.

## Demografía
En el 2000, los ingresos promedio de los hogares eran de $29.531 y los ingresos promedio de las familias eran de $36.800. Los ingresos per cápita para la localidad eran de $14.813. Los hombres tenían ingresos per cápita de $31.335 contra $21.058 para las mujeres. Alrededor del 15,5% de la población estaba bajo el umbral de pobreza nacional. 
De acuerdo con la estimación 2016-2020 de la Oficina del Censo, los ingresos promedio de los hogares son de $30.361 y los ingresos promedio de las familias son de $32.850. Alrededor del 49,1% de la población está bajo el umbral de pobreza nacional.
| Raza                   | Núm. | Porc.  |
| ---------------------- | ---- | ------ |
| Blancos                | 1154 | 67.84% |
| Afroamericanos         | 400  | 23.52% |
| Amerindios             | 4    | 0.23%  |
| Asiáticos              | 10   | 0.58%  |
| Otras razas            | 26   | 1.53%  |
| De una mezcla de razas | 107  | 6.29%  |

Del total de la población, el 2.76% son hispanos o latinos de cualquier raza.